# Eleições estaduais em São Paulo em 2006
As eleições estaduais em São Paulo em 2006 aconteceram em 1º de outubro como parte das eleições gerais no Distrito Federal e em 26 estados. Foram escolhidos o governador, o vice-governador, um senador, setenta deputados federais e 94 estaduais. Como o candidato ao governo estadual mais votado superou a metade mais um dos votos válidos, o pleito foi decidido em primeiro turno e, conforme a Constituição, a posse do governador e do vice-governador se daria em 1º de janeiro de 2007 para quatro anos de mandato.
O economista José Serra, filiado ao PSDB, foi eleito governador com 12,3 milhões de votos, ou 57,9% dos votos válidos, tendo como vice Alberto Goldman. Para o Senado Federal, São Paulo escolheu reeleger o senador Eduardo Suplicy, do PT, que recebeu 47,8% dos votos, derrotando, o empresário Afif Domingos. A nova legislatura da Assembleia Legislativa ficou composta por 23 cadeiras ocupadas pelo PSDB, vinte pelo PT, onze pelo PFL, oito pelo PV, cinco pelo PPS, cinco pelo PTB, cinco pelo PDT, enquanto outros partidos obtiveram as restantes dezessete vagas. Na Câmara dos Deputados, São Paulo elegeu dezoito representantes do PSDB, quatorze do PT, cinco do PP, cinco do PFL, cinco do PV, quatro do PSB, quatro do PTB, três do PMDB, e três do PDT, sendo que os outros partidos elegeram os demais nove deputados.

## Eleição para o governo estadual

### Governador eleito

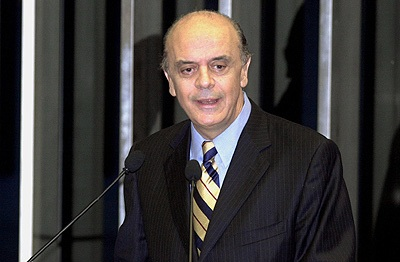
José Serra, governador eleito de São Paulo em 2006.

Nascido na cidade de São Paulo, José Serra fez política desde os seus tempos como aluno da Escola Politécnica da Universidade de São Paulo quando, graças ao arrimo da Ação Popular, elegeu-se presidente da União Nacional dos Estudantes e nessa condição participou do Comício das Reformas, realizado na Central do Brasil em março de 1964, dias antes da queda de João Goulart e instalação do Regime Militar de 1964. Exilado na França, regressou à América do Sul e obteve o mestrado em Economia pela Universidade do Chile. Em 1973 um golpe de estado instalou uma ditadura militar comandada por Augusto Pinochet e em razão disso Serra foi morar nos Estados Unidos. Doutor em Economia na Universidade de Cornell em 1976, foi professor na Universidade de Princeton por dois anos e ao voltar ao Brasil ministrou aulas na Universidade Estadual de Campinas. Nomeado secretário de Planejamento no governo Franco Montoro, deixou o cargo a tempo de eleger-se deputado federal pelo PMDB em 1986. Subscritor da Constituição de 1988, nesse mesmo ano tomou parte na criação do PSDB e foi candidato a prefeito de São Paulo, mas não se elegeu. Renovou o mandato de deputado federal em 1990, votou pelo impeachment de Fernando Collor em 1992 e foi eleito senador em 1994. Nomeado ministro do Planejamento por escolha do presidente Fernando Henrique Cardoso, renunciou para disputar a prefeitura paulistana em 1996, no entanto foi derrotado já em primeiro turno. Em 1998 assumiu o cargo de ministro da Saúde e nele ficou até 2002, quando candidatou-se a presidente da República. Derrotado por Luiz Inácio Lula da Silva em segundo turno, foi escolhido presidente nacional do PSDB no ano seguinte. Mais tarde foi eleito prefeito de São Paulo em 2004. Sua eleição como governador do estado em 2006 foi resultado de uma inédita vitória ainda em primeiro turno e sob o recorde nominal de votos.

### Vice-governador eleito

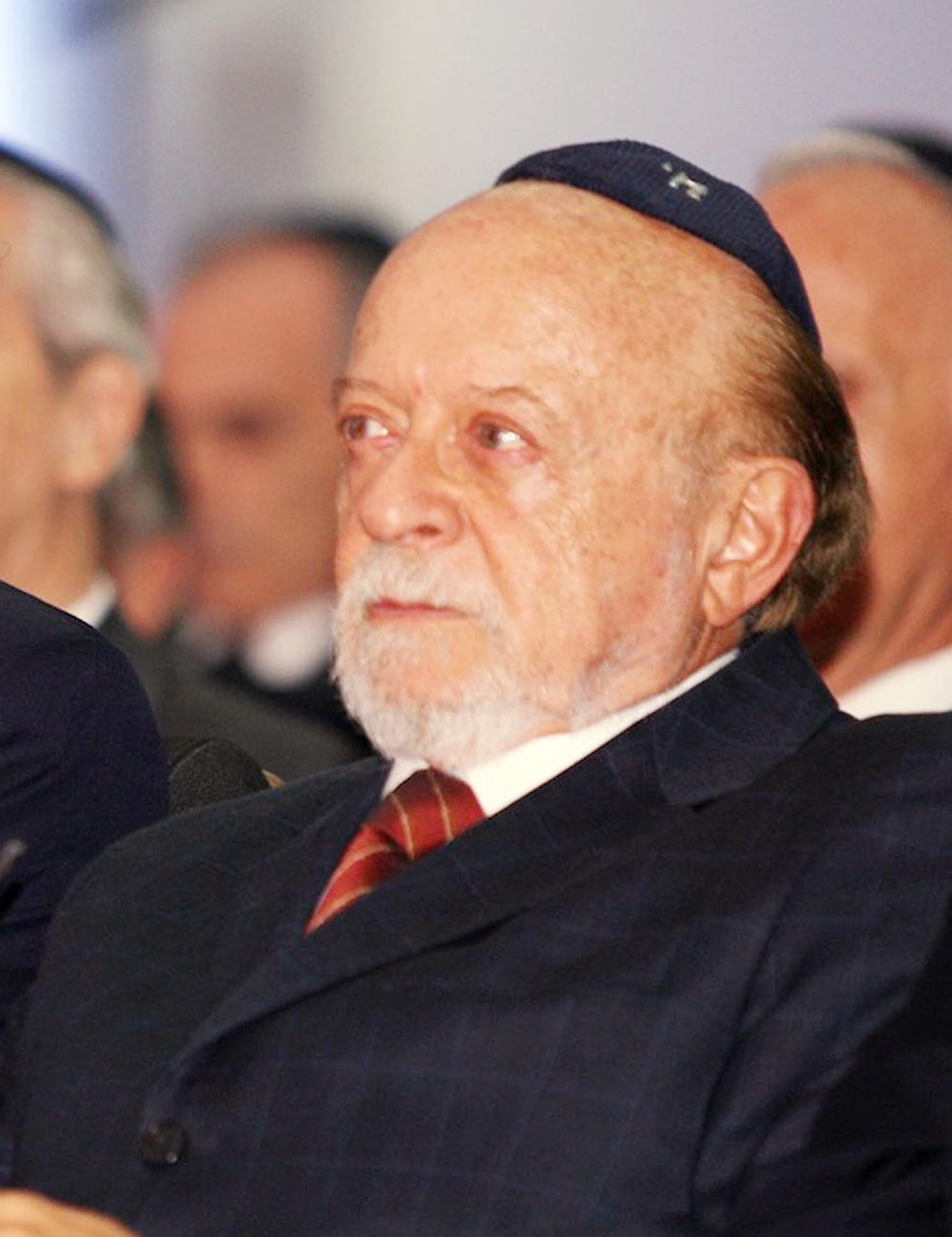
Alberto Goldman, eleito vice-governador em 2006.

Natural de São Paulo, o engenheiro civil Alberto Goldman graduou-se pela Universidade de São Paulo. Trabalhando na iniciativa privada, era membro clandestino do proscrito PCB, mas foi pelo MDB que estreou na política ao eleger-se deputado estadual em 1970 e 1974 e deputado federal em 1978. Extinto o bipartidarismo ingressou no PMDB e foi reeleito em 1982. Nessa legislatura votou pela Emenda Dante de Oliveira em 1984 e em Tancredo Neves no Colégio Eleitoral em 1985. Vitoriosa a Nova República tornou-se líder do PCB na Câmara dos Deputados, mas não se reelegeu. Nomeado secretário especial de Coordenação de Programas de Governo e depois secretário de Administração pelo governador Orestes Quércia, regressou ao PMDB em 1987, foi eleito deputado federal em 1990 e votou a favor do impeachment de Fernando Collor em 1992. A seguir foi nomeado ministro dos Transportes pelo presidente Itamar Franco e reeleito deputado federal em 1994. Derrotado ao disputar o cargo de vice-prefeito de São Paulo em 1996 na chapa de José Pinotti, deixou o PMDB no ano seguinte e foi reeleito via PSDB em 1998 e 2002. Eleito vice-governador de São Paulo em 2006, foi secretário de Desenvolvimento a convite de Serra e substituiu o titular quando este renunciou para disputar a presidência da República em 2010.

### Resultados
Segundo o Tribunal Superior Eleitoral houve 21.373.140 votos nominais (89,91%), 1.124.475 votos em branco (4,73%) e 1.274.283 votos nulos (5,36%) resultando no comparecimento de 23.771.898 eleitores.
| Candidatos a governador do estado | Candidatos a vice-governador | Número | Coligação                                          | Votação                  | Percentual               |
| --------------------------------- | ---------------------------- | ------ | -------------------------------------------------- | ------------------------ | ------------------------ |
| José Serra PSDB                   | Alberto Goldman PSDB         | 45     | Compromisso com São Paulo (PSDB, PFL, PTB, PPS)    | 12.381.038               | 57,93%                   |
| Aloizio Mercadante PT             | Nádia Campeão PCdoB          | 13     | Melhor pra São Paulo (PT, PCdoB, PL, PRB)          | 6.771.582                | 31,68%                   |
| Orestes Quércia PMDB              | Átila Russomanno PP          | 15     | Eu Quero Mais para São Paulo (PMDB, PP)            | 977.695                  | 4,57%                    |
| Plínio de Arruda Sampaio PSOL     | Mauro Iasi PCB               | 50     | Frente de Esquerda por São Paulo (PSOL, PCB, PSTU) | 532.470                  | 2,49%                    |
| Carlos Apolinário PDT             | José Pereira dos Santos PDT  | 12     | —                                                  | 430.847                  | 2,02%                    |
| Cláudio de Mauro PV               | Aurélio Nomura PV            | 43     | —                                                  | 186.097                  | 0,87%                    |
| Mario Guide PSB                   | Marcos Gava PSB              | 40     | —                                                  | 39.857                   | 0,19%                    |
| Tarcísio Foglio PSC               | Samuel Rodrigues PSC         | 20     | —                                                  | 17.420                   | 0,08%                    |
| Antônio da Cunha Lima PSDC        | Edna Ortolan PSDC            | 27     | —                                                  | 7.073                    | 0,03%                    |
| Roberto Sarli Júnior PAN          | Roberto Machioni PAN         | 26     | —                                                  | 6.607                    | 0,03%                    |
| Eder Xavier PTC                   | Jarbas Ávila PTC             | 36     | —                                                  | 6.047                    | 0,03%                    |
| Roberto Siqueira Gomes PSL        | Marcos Germano PSL           | 17     | Vamos Humanizar são paulo (PSL, PHS)               | 5.982                    | 0,03%                    |
| Anaí Caproni PCO                  | Firmino Alves Rosa PCO       | 29     | —                                                  | 5.902                    | 0,03%                    |
| Fred Corrêa PTN                   | Evandro de Lima PTdoB        | 19     | São Paulo de Cara Nova (PTN, PTdoB, PRP)           | 4.523                    | 0,02%                    |
| Pedro Viviani PMN                 | Armando Coelho Neto PMN      | 33     | —                                                  | Candidaturas indeferidas | Candidaturas indeferidas |
| Rui Reichmann PRONA               | Gioconda Cornélio PRONA      | 56     | —                                                  | Candidaturas indeferidas | Candidaturas indeferidas |

## Eleição para o Senado Federal

### Senador eleito

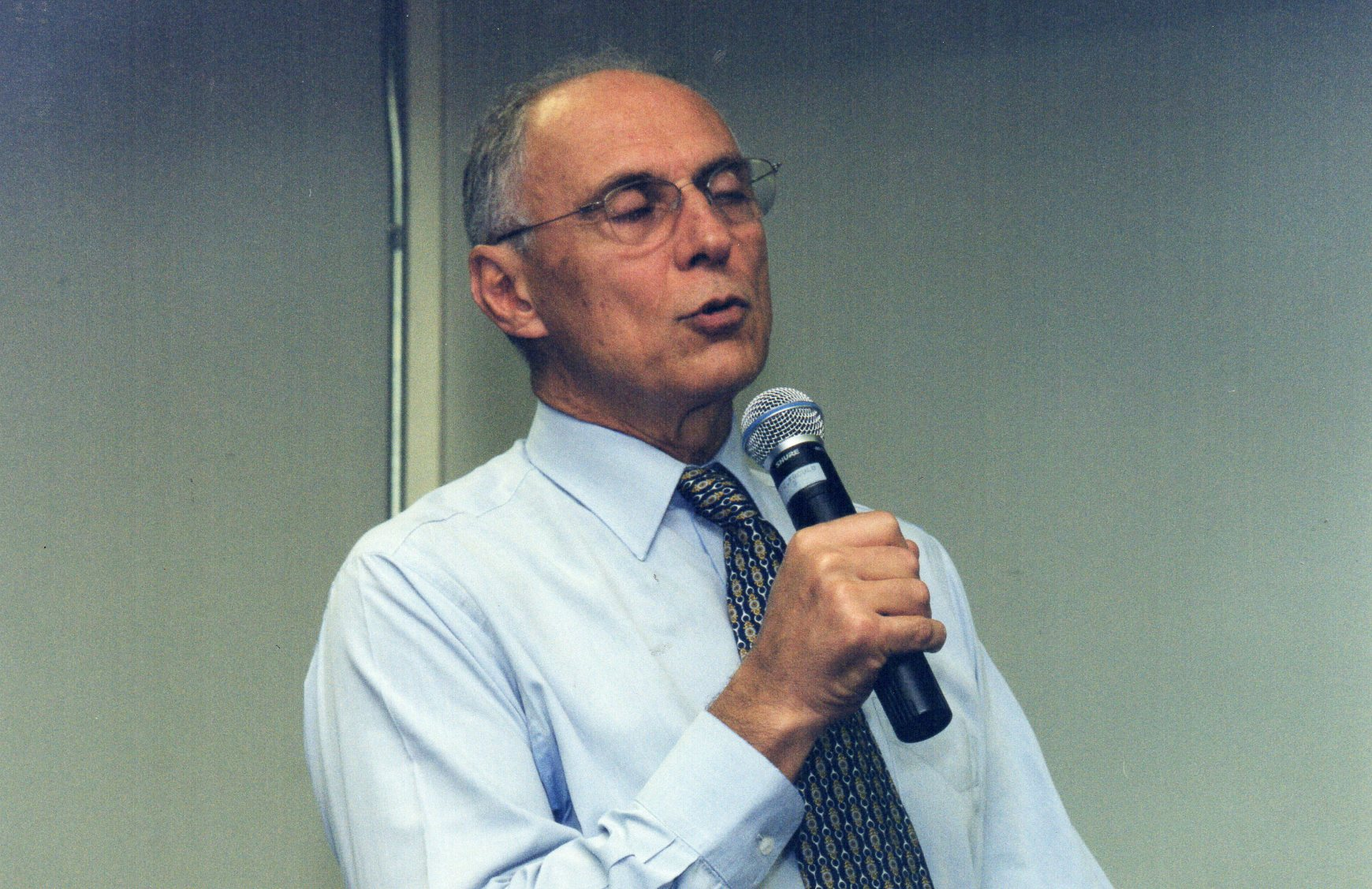
Em 2006, São Paulo reelegeu Eduardo Suplicy para o Senado.

Na eleição para senador o vencedor foi o professor Eduardo Suplicy. Nascido em São Paulo, formou-se em Administração de Empresas na Fundação Getúlio Vargas, onde lecionou, e obteve Doutorado em Economia na Michigan State University. Filiado ao MDB, elegeu-se deputado estadual pelo mesmo partido em 1978 e em 1980 participou da fundação do PT. Eleito deputado federal em 1982, apoiou a Emenda Dante de Oliveira em 1984 e não compareceu à eleição presidencial indireta no Colégio Eleitoral em 1985 por decisão partidária. Derrotado ao disputar a prefeitura de São Paulo em 1985 e o governo de São Paulo em 1986, foi eleito vereador na capital paulista em 1988, chegando a presidir a Câmara Municipal. Eleito senador em 1990, foi vencido por Paulo Maluf em segundo turno ao disputar a prefeitura paulistana em 1992, porém renovou seu mandato de senador em 1998 e 2006, atingindo a marca inédita de três mandatos consecutivos como representante paulista na Câmara Alta do Parlamento.

### Resultados
De acordo com o Tribunal Superior Eleitoral houve 18.791.421 votos nominais (79,05%), 2.223.288 votos em branco (9,35%) e 2.757.189 votos nulos (11,60%) resultando no comparecimento de 23.771.898 eleitores.
| Candidatos a senador da República | Candidatos a suplente de senador                        | Número | Coligação                                          | Votação                  | Percentual               |
| --------------------------------- | ------------------------------------------------------- | ------ | -------------------------------------------------- | ------------------------ | ------------------------ |
| Eduardo Suplicy PT                | Carlos Ramiro PT Ari Fernandes PT                       | 131    | Melhor pra São Paulo (PT, PCdoB, PL, PRB)          | 8.986.803                | 47,82%                   |
| Afif Domingos PFL                 | Zulaiê Cobra PSDB Natanael Miranda dos Santos PFL       | 252    | Compromisso com São Paulo (PSDB, PFL, PTB, PPS)    | 8.212.177                | 43,70%                   |
| Alda Marco Antônio PMDB           | Hans Krauss PP Antônio Neto PMDB                        | 151    | Eu Quero Mais para São Paulo (PMDB, PP)            | 929.179                  | 4,95%                    |
| Elza Pereira PDT                  | Dráusio Rangel PDT Alexandre Zakir PDT                  | 123    |                                                    | 195.817                  | 1,04%                    |
| Domingos Fernandes PV             | Ana Alice Vieira PV Rogério Menezes PV                  | 430    | 187.587                                            | 1,00%                    |                          |
| Luís Carlos Prates PSTU           | Fátima Fernandes PSTU Paulo Pasin PSTU                  | 161    | Frente de Esquerda por São Paulo (PSOL, PCB, PSTU) | 81.525                   | 0,43%                    |
| Manoel do Nascimento PSC          | Alcides de Souza PSC Suzana Góes PSC                    | 201    | —                                                  | 52.388                   | 0,28%                    |
| Marcelo Reis Lobo PSB             | Maria Izabel Balboni PSB Marcos Saltini PSB             | 400    | —                                                  | 48.581                   | 0,26%                    |
| Robson Malek PRONA                | Bráulio Jesus Borges PRONA Ludovico Pregeli Filho PRONA | 561    | —                                                  | 42.971                   | 0,23%                    |
| Paulo Piasenti PTdoB              | Alfredo Mimessi Júnior PTdoB Ubiratan Lopes PTdoB       | 700    | —                                                  | 22.484                   | 0,12%                    |
| João Dárcio Filho PTN             | Shane de Abreu PTN Jesus Cones PTN                      | 190    | —                                                  | 9.856                    | 0,05%                    |
| José Ribamar Dantas PMN           | Eduardo Zanzini Neto PMN Marcelo Albano PMN             | 333    | —                                                  | 9.426                    | 0,05%                    |
| Ana Prudente PTC                  | Singoala Costa PTC Maria Isabel Moura PTC               | 360    | —                                                  | 7.050                    | 0,04%                    |
| Antônio Carlos Silva PCO          | Júlio Marcelino PCO Sandra Mazzeo PCO                   | 291    | —                                                  | 3.027                    | 0,02%                    |
| João Rezende PAN                  | Cícero Francisco da Silva PAN Josué Lins PAN            | 266    | —                                                  | 2.550                    | 0,01%                    |
| Constantino Cury PHS              | Edson Veneroni PSL Silvânia Lamas PHS                   | 310    | Vamos Humanizar são paulo (PSL, PHS)               | Candidaturas indeferidas | Candidaturas indeferidas |
| Félix Gil Fernandes PRP           | André Luiz da Cruz PRP Isaías Dutra PRP                 | 441    | —                                                  | Candidaturas indeferidas | Candidaturas indeferidas |
| Raimundo Souza Teixeira PRTB      | Francisco Paioli PRTB Marco Aurélio Russo PRTB          | 280    | —                                                  | Candidaturas indeferidas | Candidaturas indeferidas |
| Rubens Pavão PSDC                 | Ezio Balbino PSDC Francisco Sena PSDC                   | 270    | —                                                  | Candidaturas indeferidas | Candidaturas indeferidas |

## Deputados federais eleitos

Composição da representação de São Paulo na Câmara dos Deputados eleita em 2006:
PSDB: 18 assentos
PT: 14 assentos
PFL: 5 assentos
PP: 5 assentos
PV: 5 assentos
PSB: 4 assentos
PTB: 4 assentos
PMDB: 3 assentos
PDT: 3 assentos
Outros: 9 assentos

São relacionados os candidatos eleitos com informações complementares da Câmara dos Deputados.
| Deputados federais eleitos | Partido | Votação | Percentual | Cidade onde nasceu    | Unidade federativa  |
| Paulo Maluf                | PP      | 739.827 | 3,63%      | São Paulo             | São Paulo           |
| Celso Russomanno           | PP      | 573.524 | 2,82%      | São Paulo             | São Paulo           |
| Clodovil Hernandes         | PTC     | 493.951 | 2,43%      | Elisiário             | São Paulo           |
| Enéas Carneiro             | PRONA   | 386.905 | 1,90%      | Rio Branco            | Acre                |
| Emanuel Fernandes          | PSDB    | 328.486 | 1,61%      | Valentim Gentil       | São Paulo           |
| Paulinho da Força          | PDT     | 287.443 | 1,41%      | Porecatu              | Paraná              |
| Edson Aparecido            | PSDB    | 248.639 | 1,22%      | São Paulo             | São Paulo           |
| Carlos Sampaio             | PSDB    | 239.781 | 1,16%      | Campinas              | São Paulo           |
| Márcio França              | PSB     | 215.388 | 1,06%      | São Vicente           | São Paulo           |
| Mendes Thame               | PSDB    | 205.462 | 1,01%      | Piracicaba            | São Paulo           |
| Luíza Erundina             | PSB     | 195.886 | 0,96%      | Uiraúna               | Paraíba             |
| José Pinotti               | PFL     | 193.918 | 0,95%      | São Paulo             | São Paulo           |
| Renato Amary               | PSDB    | 188.331 | 0,93%      | Sorocaba              | São Paulo           |
| Arnaldo Jardim             | PPS     | 187.427 | 0,92%      | Altinópolis           | São Paulo           |
| Reinaldo Nogueira          | PDT     | 184.553 | 0,91%      | Indaiatuba            | São Paulo           |
| João Paulo Cunha           | PT      | 177.056 | 0,85%      | Caraguatatuba         | São Paulo           |
| Walter Feldman             | PSDB    | 176.495 | 0,85%      | São Paulo             | São Paulo           |
| Duarte Nogueira            | PSDB    | 170.319 | 0,84%      | Ribeirão Preto        | São Paulo           |
| Arlindo Chinaglia          | PT      | 170.008 | 0,84%      | Serra Azul            | São Paulo           |
| Aldo Rebelo                | PCdoB   | 169.621 | 0,83%      | Viçosa                | Alagoas             |
| Jorge Tadeu Mudalen        | PFL     | 165.699 | 0,81%      | Guarulhos             | São Paulo           |
| Júlio Semeghini            | PSDB    | 160.962 | 0,79%      | Fernandópolis         | São Paulo           |
| Ricardo Tripoli            | PSDB    | 157.128 | 0,77%      | São Paulo             | São Paulo           |
| Arnaldo Madeira            | PSDB    | 153.302 | 0,75%      | Santos                | São Paulo           |
| Ricardo Izar               | PTB     | 152.795 | 0,75%      | São Paulo             | São Paulo           |
| Antonio Palocci            | PT      | 152.246 | 0,75%      | Ribeirão Preto        | São Paulo           |
| Jilmar Tatto               | PT      | 145.081 | 0,71%      | Corbélia              | Paraná              |
| Frank Aguiar               | PTB     | 144.797 | 0,71%      | Itainópolis           | Piauí               |
| Vanderlei Macris           | PSDB    | 142.510 | 0,70%      | Americana             | São Paulo           |
| Carlos Zarattini           | PT      | 134.224 | 0,66%      | São Paulo             | São Paulo           |
| Silvinho Peccioli          | PFL     | 133.033 | 0,65%      | Santos                | São Paulo           |
| Sílvio Torres              | PSDB    | 131.197 | 0,64%      | São José do Rio Pardo | São Paulo           |
| José Aníbal                | PSDB    | 129.300 | 0,64%      | Guajará-Mirim         | Rondônia            |
| Milton Monti               | PL      | 126.940 | 0,62%      | São Manuel            | São Paulo           |
| Paulo Renato Souza         | PSDB    | 124.610 | 0,61%      | Porto Alegre          | Rio Grande do Sul   |
| José Eduardo Cardozo       | PT      | 124.409 | 0,61%      | São Paulo             | São Paulo           |
| Nelson Marquezelli         | PTB     | 118.721 | 0,58%      | Pirassununga          | São Paulo           |
| Cândido Vaccarezza         | PT      | 118.258 | 0,58%      | Senhor do Bonfim      | Bahia               |
| Lobbe Neto                 | PSDB    | 117.285 | 0,58%      | São Paulo             | São Paulo           |
| Dimas Ramalho              | PPS     | 117.108 | 0,56%      | Taquaritinga          | São Paulo           |
| Janete Pietá               | PT      | 116.865 | 0,57%      | Rio de Janeiro        | Rio de Janeiro      |
| Arnaldo Faria de Sá        | PTB     | 114.709 | 0,56%      | São Paulo             | São Paulo           |
| William Woo                | PSDB    | 113.010 | 0,56%      | São Paulo             | São Paulo           |
| Paulo Teixeira             | PT      | 112.452 | 0,55%      | Águas da Prata        | São Paulo           |
| Ricardo Berzoini           | PT      | 112.006 | 0,55%      | Juiz de Fora          | Minas Gerais        |
| Fernando Chucre            | PSDB    | 111.048 | 0,54%      | Itajubá               | Minas Gerais        |
| Antônio Bulhões            | PMDB    | 109.978 | 0,53%      | Rio de Janeiro        | Rio de Janeiro      |
| Antonio Carlos Pannunzio   | PSDB    | 109.150 | 0,53%      | Sorocaba              | São Paulo           |
| Francisco Rossi            | PMDB    | 106.272 | 0,51%      | Caçapava              | São Paulo           |
| José Mentor                | PT      | 104.960 | 0,51%      | Santa Isabel          | São Paulo           |
| Valdemar Costa Neto        | PL      | 104.157 | 0,50%      | São Paulo             | São Paulo           |
| Guilherme Campos           | PFL     | 103.605 | 0,50%      | Campinas              | São Paulo           |
| Walter Ihoshi              | PFL     | 101.097 | 0,49%      | São Paulo             | São Paulo           |
| Michel Temer               | PMDB    | 99.046  | 0,48%      | Tietê                 | São Paulo           |
| José Genoino               | PT      | 98.729  | 0,48%      | Quixeramobim          | Ceará               |
| Vicentinho                 | PT      | 97.477  | 0,47%      | Santa Cruz            | Rio Grande do Norte |
| Devanir Ribeiro            | PT      | 92.047  | 0,44%      | Getulina              | São Paulo           |
| Marco Aurélio Ubiali       | PSB     | 84.175  | 0,41%      | São Paulo             | São Paulo           |
| Ivan Valente               | PSOL    | 83.719  | 0,40%      | São Paulo             | São Paulo           |
| Vadão Gomes                | PP      | 78.728  | 0,38%      | Populina              | São Paulo           |
| Edinho Montemor            | PSB     | 73.212  | 0,35%      | Mirassol              | São Paulo           |
| Beto Mansur                | PP      | 67.447  | 0,32%      | São Vicente           | São Paulo           |
| João Dado                  | PDT     | 61.716  | 0,30%      | São José do Rio Preto | São Paulo           |
| Talmir Rodrigues           | PV      | 60.407  | 0,29%      | Muzambinho            | Minas Gerais        |
| Roberto Santiago           | PV      | 56.481  | 0,27%      | São Paulo             | São Paulo           |
| Marcelo Ortiz              | PV      | 48.749  | 0,23%      | Penápolis             | São Paulo           |
| Régis de Oliveira          | PSC     | 48.631  | 0,23%      | Monte Aprazível       | São Paulo           |
| João Paulo Tóffano         | PV      | 43.652  | 0,21%      | Jaú                   | São Paulo           |
| Sérgio Nechar              | PV      | 42.173  | 0,20%      | Piracicaba            | São Paulo           |
| Aline Corrêa               | PP      | 11.132  | 0,05%      | Recife                | Pernambuco          |

## Deputados estaduais eleitos

Composição da Assembleia Legislativa de São Paulo eleita em 2006:
PSDB: 50 assentos
PT: 44 assentos

Foram escolhidos 94 deputados estaduais para a Assembleia Legislativa de São Paulo.
| Deputados estaduais eleitos | Partido | Votação | Percentual | Cidade onde nasceu      | Unidade federativa |
| Campos Machado              | PTB     | 246.247 | 1,20%      | Cerqueira César         | São Paulo          |
| Pedro Tobias                | PSDB    | 228.325 | 1,11%      | Bekarzla                | Líbano             |
| Rodrigo Garcia              | PFL     | 196.824 | 0,96%      | Tanabi                  | São Paulo          |
| Rui Falcão                  | PT      | 183.364 | 0,90%      | Pitangui                | São Paulo          |
| Paulo Alexandre Barbosa     | PSDB    | 182.654 | 0,89%      | Santos                  | São Paulo          |
| Gil Arantes                 | PFL     | 149.642 | 0,73%      | Barueri                 | São Paulo          |
| Vaz de Lima                 | PSDB    | 142.903 | 0,70%      | Fernandópolis           | São Paulo          |
| Dárcy Vera                  | PFL     | 140.702 | 0,69%      | Indiaporã               | São Paulo          |
| Analice Fernandes           | PSDB    | 140.587 | 0,69%      | Jales                   | São Paulo          |
| Sidney Beraldo              | PSDB    | 136.826 | 0,67%      | São João da Boa Vista   | São Paulo          |
| Valdomiro Lopes             | PSB     | 132.605 | 0,65%      | São José do Rio Preto   | São Paulo          |
| Célia Leão                  | PSDB    | 124.131 | 0,61%      | São Paulo               | São Paulo          |
| Bruno Covas                 | PSDB    | 122.312 | 0,60%      | São Paulo               | São Paulo          |
| Orlando Morando             | PSDB    | 120.771 | 0,59%      | São Bernardo do Campo   | São Paulo          |
| André Soares                | PFL     | 120.168 | 0,59%      | Rio de Janeiro          | Rio de Janeiro     |
| Rogério Nogueira            | PDT     | 117.298 | 0,57%      | Indaiatuba              | São Paulo          |
| Maria Lúcia Amary           | PSDB    | 117.212 | 0,57%      | São Paulo               | São Paulo          |
| Barros Munhoz               | PSDB    | 114.009 | 0,56%      | São Paulo               | São Paulo          |
| Celso Giglio                | PSDB    | 111.302 | 0,54%      | Campinas                | São Paulo          |
| Mauro Bragato               | PSDB    | 110.146 | 0,54%      | Promissão               | São Paulo          |
| Samuel Moreira              | PSDB    | 109.225 | 0,53%      | Governador Valadares    | Minas Gerais       |
| Celino Cardoso              | PSDB    | 106.563 | 0,52%      | Terra Rica              | Paraná             |
| Simão Pedro                 | PT      | 104.339 | 0,51%      | Tapira                  | Paraná             |
| Mário Reali                 | PT      | 98.694  | 0,48%      | São Paulo               | São Paulo          |
| Edson Ferrarini             | PTB     | 98.541  | 0,48%      | São Paulo               | São Paulo          |
| Roque Barbiere              | PTB     | 96.597  | 0,47%      | Coroados                | São Paulo          |
| Fernando Capez              | PSDB    | 95.101  | 0,46%      | São Paulo               | São Paulo          |
| Vinícius Camarinha          | PSB     | 94.551  | 0,46%      | Marília                 | São Paulo          |
| Antônio Carlos da Silva     | PSDB    | 94.218  | 0,46%      | Jacareí                 | São Paulo          |
| Estevam Galvão              | PFL     | 94.099  | 0,46%      | Garça                   | São Paulo          |
| Marcos Zerbini              | PSDB    | 94.082  | 0,46%      | São Paulo               | São Paulo          |
| Carlinhos Almeida           | PT      | 94.024  | 0,46%      | Santa Rita de Jacutinga | Minas Gerais       |
| Rodolfo da Costa e Silva    | PSDB    | 92.382  | 0,45%      | Goiânia                 | Goiás              |
| Sebastião Almeida           | PT      | 89.399  | 0,44%      | Guaporema               | Paraná             |
| Jonas Donizette             | PSB     | 89.374  | 0,44%      | Monte Belo              | São Paulo          |
| Waldir Agnello              | PTB     | 87.939  | 0,43%      | Santos                  | São Paulo          |
| Conte Lopes                 | PTB     | 87.191  | 0,43%      | São Paulo               | São Paulo          |
| João Caramez                | PSDB    | 84.560  | 0,41%      | Itapevi                 | São Paulo          |
| Geraldo Vinholi             | PDT     | 83.935  | 0,41%      | Itápolis                | São Paulo          |
| Roberto Morais              | PPS     | 82.487  | 0,40%      | Charqueada              | São Paulo          |
| Hamilton Pereira            | PT      | 82.256  | 0,40%      | Sorocaba                | São Paulo          |
| Jorge Luis Caruso           | PMDB    | 81.810  | 0,40%      | São Paulo               | São Paulo          |
| Ricardo Montoro             | PSDB    | 81.181  | 0,40%      | São Paulo               | São Paulo          |
| Vicente Cândido             | PT      | 81.132  | 0,40%      | Bom Jesus do Galho      | Minas Gerais       |
| João Mellão Neto            | PFL     | 79.903  | 0,39%      | São Paulo               | São Paulo          |
| Edmir Chedid                | PFL     | 78.583  | 0,38%      | Campinas                | São Paulo          |
| Antonio Mentor              | PT      | 77.874  | 0,38%      | São Paulo               | São Paulo          |
| João Barbosa                | PFL     | 77.650  | 0,38%      | Flórida Paulista        | São Paulo          |
| Roberto Engler              | PSDB    | 77.486  | 0,38%      | São Paulo               | São Paulo          |
| Patrícia Freitas Lima       | PRONA   | 77.351  | 0,38%      | São Paulo               | São Paulo          |
| Rita Passos                 | PV      | 76.841  | 0,38%      | Indaiatuba              | São Paulo          |
| José Zico Prado             | PT      | 76.708  | 0,37%      | Macaubal                | São Paulo          |
| José Augusto                | PSDB    | 74.638  | 0,36%      | Garanhuns               | Pernambuco         |
| Zé Bruno                    | PFL     | 73.968  | 0,36%      | São Paulo               | São Paulo          |
| Roberto Massafera           | PSDB    | 72.205  | 0,35%      | Araraquara              | São Paulo          |
| Mozart Russomanno           | PP      | 71.952  | 0,35%      | São Paulo               | São Paulo          |
| Marcos Martins              | PT      | 71.474  | 0,35%      | Mandaguari              | Paraná             |
| Aldo Demarchi               | PFL     | 70.880  | 0,35%      | Rio Claro               | São Paulo          |
| Milton Leite Filho          | PFL     | 70.629  | 0,34%      | São Paulo               | São Paulo          |
| Luiz Carlos Gondim          | PPS     | 70.403  | 0,34%      | Fortaleza               | Ceará              |
| Adriano Diogo               | PT      | 69.074  | 0,34%      | São Paulo               | São Paulo          |
| Rafael Silva                | PDT     | 68.092  | 0,33%      | Jardinópolis            | São Paulo          |
| Ana do Carmo                | PT      | 67.596  | 0,33%      | São Paulo               | São Paulo          |
| José Afonso Lobato          | PV      | 67.138  | 0,33%      | Redenção da Serra       | São Paulo          |
| Haifa Madi                  | PDT     | 66.981  | 0,33%      | Santos                  | São Paulo          |
| Ana Perugini                | PT      | 66.878  | 0,33%      | Cariacica               | Espírito Santo     |
| Antônio Salim Curiati       | PP      | 66.208  | 0,32%      | Avaré                   | São Paulo          |
| Gilmaci Santos              | PL      | 65.188  | 0,32%      | Dourados                | Mato Grosso do Sul |
| Vitor Sapienza              | PPS     | 64.918  | 0,32%      | São Paulo               | São Paulo          |
| Vanessa Damo                | PV      | 64.579  | 0,32%      | Mauá                    | São Paulo          |
| Donisete Braga              | PT      | 64.569  | 0,32%      | Flora Rica              | São Paulo          |
| Baleia Rossi                | PMDB    | 64.000  | 0,31%      | São Paulo               | São Paulo          |
| Cido Sério                  | PT      | 63.021  | 0,31%      | Bento de Abreu          | São Paulo          |
| Alex Manente                | PPS     | 60.571  | 0,30%      | São Bernardo do Campo   | São Paulo          |
| Otoniel Lima                | PL      | 60.358  | 0,29%      | São Paulo               | São Paulo          |
| Luciano Batista             | PSB     | 59.653  | 0,29%      | Santos                  | São Paulo          |
| Roberto Felício             | PT      | 59.227  | 0,29%      | Itapuí                  | São Paulo          |
| José Cândido                | PT      | 58.932  | 0,29%      | Sabino                  | São Paulo          |
| Maria Lúcia Prandi          | PT      | 55.736  | 0,27%      | Potirendaba             | São Paulo          |
| Vanderlei Siraque           | PT      | 55.715  | 0,27%      | Santa Cruz do Rio Pardo | São Paulo          |
| Fausto Figueira             | PT      | 55.599  | 0,27%      | São Paulo               | São Paulo          |
| Davi Zaia                   | PPS     | 54.799  | 0,27%      | Cordeirópolis           | São Paulo          |
| Uebe Rezeck                 | PMDB    | 52.587  | 0,26%      | Colina                  | São Paulo          |
| Major Olímpio               | PV      | 52.386  | 0,26%      | Presidente Venceslau    | São Paulo          |
| Carlos Giannazi             | PSOL    | 50.269  | 0,25%      | São Paulo               | São Paulo          |
| Ed Thomas                   | PMDB    | 48.609  | 0,24%      | Santo Anastácio         | São Paulo          |
| Edson Giriboni              | PV      | 47.968  | 0,23%      | Itapetininga            | São Paulo          |
| Reinaldo Alguz              | PV      | 47.192  | 0,23%      | Tupã                    | São Paulo          |
| Chico Sardelli              | PV      | 45.445  | 0,22%      | Americana               | São Paulo          |
| Feliciano Filho             | PV      | 43.643  | 0,21%      | Campinas                | São Paulo          |
| José Bittencourt            | PDT     | 41.510  | 0,20%      | Tobias Barreto          | Sergipe            |
| Raul Marcelo                | PSOL    | 35.670  | 0,17%      | São Pedro do Turvo      | São Paulo          |
| Ahmad Said Mourad           | PSC     | 34.020  | 0,17%      | São Paulo               | São Paulo          |
| Lelis Trajano               | PSC     | 29.515  | 0,14%      | São Paulo               | São Paulo          |